# Zopalki
Zopalki è il secondo album in studio del gruppo musicale finlandese Circle, pubblicato nel 1996.

## Tracce
1. Brilliant Colours for Bright Ideas – 4:46
2. Valerian – 3:45
3. Warszawa – 6:23
4. The Presence of Epileptics – 5:38
5. Argont – 8:39
6. O-Entru – 2:57
7. Bonoroid – 7:31
8. Sector – 6:05
9. Re-masturbated – 7:47
10. Ompatitions – 5:11
11. Ghatarian – 5:39
12. Gregorinum Vaernd Valerii – 7:41

## Formazione
- J. Ahtiainen
- T. Elo
- P. Hagner
- J-P. Hietaniemi
- J. Lehtisalo
- M. Päivistö